# Marigold (Nirvana)
Marigold is een lied van de Amerikaanse grungeband Nirvana en de B-zijde van de in 1993 uitgebrachte single Heart-Shaped Box. Het werd geschreven door Dave Grohl, de multi-instrumentalist en drummer van de band, en stichter van Foo Fighters waarmee hij later ook het nummer coverde.
In de opname van het nummer, hebben Dave Grohl en Kurt Cobain (de zanger/gitarist van de band) van instrumenten geruild.